# اللو (ایتالیا)
اللو (به ایتالیایی: Ello) یک کومونه در ایتالیا است که در استان لکو واقع شده‌است. اللو ۲٫۴ کیلومتر مربع مساحت و ۱٬۲۰۲ نفر جمعیت دارد.